# Góra Dylewska

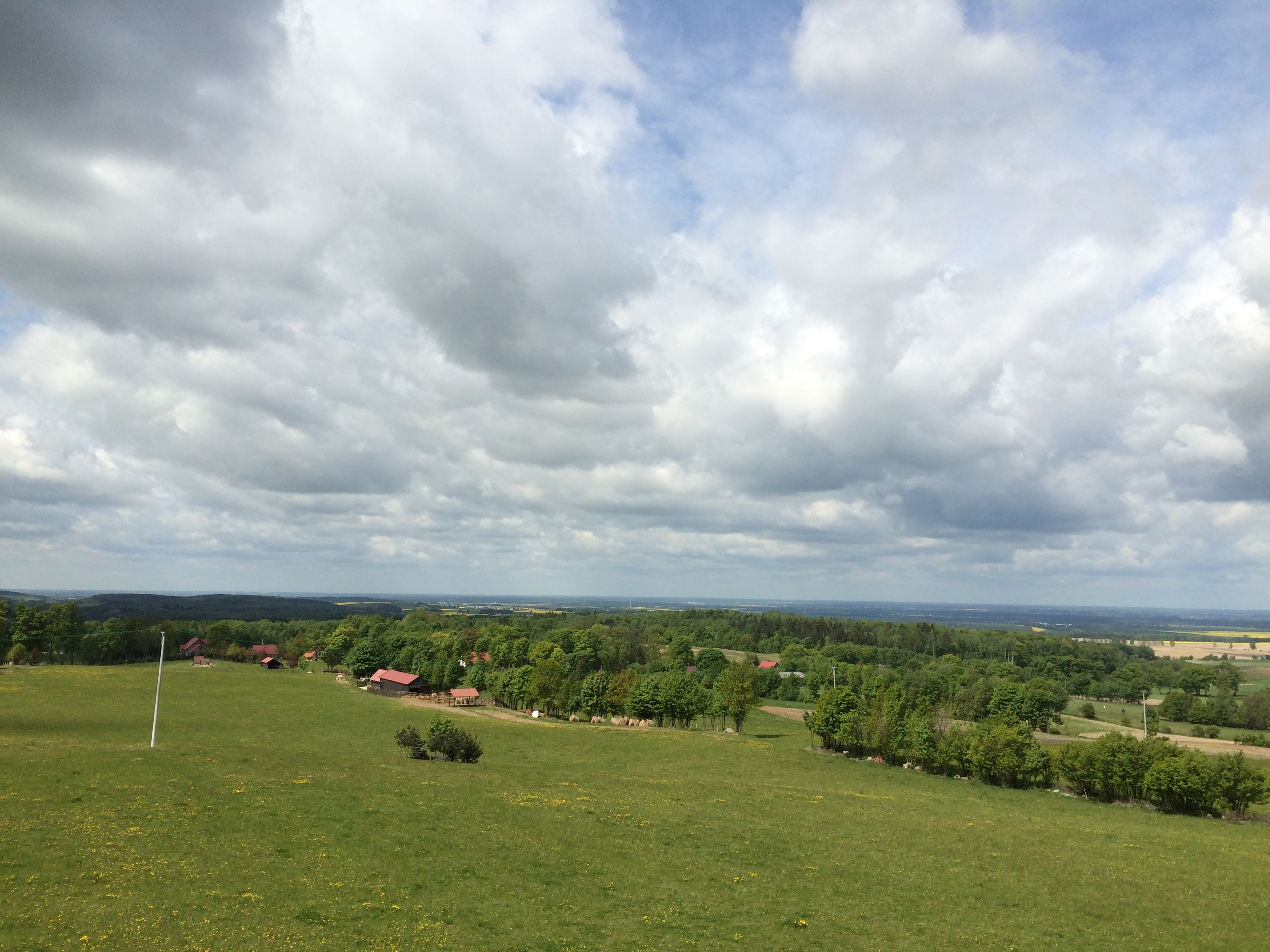
Uitzicht van de top van Dylewska Góra

Góra Dylewska is met 312 m de hoogste top van de heuvels rond Dylewo en meteen ook de hoogste van het noorden van Polen. De heuvels liggen in het merengebied van Chelmno-Dobryzn (Pojezierze Chełmińsko-Dobrzyńskie), ten zuiden van de stad Ostróda.
De heuvels maken deel uit van een stuwwal met een aantal relatief steile doorsnijdingen. Aan de noord- en oostzijde is een beukenbos. Op de flanken van de heuvels ligen de velden van Grunwald, bekend van de middeleeuwse veldslag. Op de top van de heuvel staat een televisietoren van televisiemast en een uitkijktoren. Op een afstand van 2 km is er het Salkameer van 3 hectare, ook bekend als  Franse Meer, dat op zijn beurt weer onderdeel is van het gelijknamige natuurreservaat. Dylewska Góra ligt volledig binnen het Nationale Park de Heuvels van Dylewo.
Door dit gebied loopt de Europese Wandelroute E11 van Den Haag naar het oosten.